# Gunta
Gunta (westallgäuerisch: ins Gunta) ist ein Gemeindeteil des Markts Weiler-Simmerberg im  bayerisch-schwäbischen Landkreis Lindau (Bodensee).

## Geographie
Die Einöde liegt circa drei Kilometer nordöstlich des Hauptorts Weiler im Allgäu am Fuße des Sinkersberg und zählt zur Region Westallgäu. Nordöstlich von Gunta liegt Ellhofen. Westlich der Ortschaft verläuft die Queralpenstraße B 308.

## Ortsname
Der Ortsname bezieht sich auf das Wort Gund, das Hochtal, Hochmulde im Gebirge, weidereiche Bergmatte in Bergsätteln, zwischen Felsen bedeutet. Somit bedeutet der Name vermutlich Siedlung im Hochtal.

## Geschichte
Gunta wurde erstmals im Jahr 1877 im Ortsverzeichnis urkundlich erwähnt. Der Ort gehörte einst der Gemeinde Ellhofen an.

## Baudenkmäler
Siehe: Liste der Baudenkmäler in Gunta